# Marco Gal
Pour les articles homonymes, voir Gal.
Marco Gal (Gressan, 1940 - Aoste, 22 janvier 2015) est un bibliothécaire, écrivain, savant et l'un des plus grands poètes valdôtains contemporains, il avait su par ses "paolle” donner dignité littéraire au patois.

## Biographie
Issu d'une famille originaire de La Thuile, par son père, et de Pontboset, par sa mère, Marco Gal est né en 1940 à Gressan, pays de sa grand-mère. Il compose des poèmes dès sa première jeunesse. Il a publié : Canti di ricerca (1965), Felicità media (1968) - recueils de poèmes - et Elementi per una socializzazione della cultura (1966) - court essai.
Chercheur et historien passionné, son travail et sa collaboration avec l'Association valdôtaine des archives sonores (AVAS) ont produit plusieurs ouvrages : Le médecin de campagne, Pierre-Joseph Martinet, Au temps des saisons, autour du livre de mémoire pour Claude-Michel Cunéaz, cultivateur à Gressan. 1787-1789, Solidarité et subsidiarité en Vallée d'Aoste, une symbiose séculaire .

### Décès
Il décède à l'hôpital d'Aoste à 74 ans. Son dernier recueil Seison de poesia comprend presque trente ans de poésie en francoprovençal. Il est inhumé à Gressan.

## Œuvres
Ses poèmes ont paru dans plusieurs publications locales, entre autres : « Le Soleil Valdôtain », 1980-1983 (Revue de Poésie), « An fleur din la via » (Cahiers de promotion R.A.I., Siège régional pour la Vallée d'Aoste, n° 2, 1977), « La Revue Valdôtaine » (n° 3, 1987). Il est présent avec ses poèmes, en tant que représentant de la Vallée d'Aoste, dans l'anthologie Poeti Italiani per la Pace.
Depuis 1984 il s'est dédié à la composition poétique en patois. Il a été rédacteur de la revue de poésie « Le Soleil Valdôtain » (1980-83). Il est parmi les fondateurs de l'Association Internationale pour la Poésie et la Littérature, constituée à Aoste en 1990. C'est en 1991 que voit le jour le recueil de poèmes en francoprovençal, avec la transposition des textes en français et en italien Écolie - Eaux perdues - Acque perdute. Son intérêt pour l'histoire locale donne lieu à la parution en 1992 du premier d'un ouvrage conçu en trois volumes, ayant pour titre Gressan - profili di storia sociale e culturale.